# Johann Altfuldisch
Johann Altfuldisch, även Hans Altfuldisch, född 11 november 1911 i Brückenau, död 28 maj 1947 i Landsberg am Lech, var en tysk Obersturmführer i SS och tidvis ställföreträdande chef för en central del av koncentrationslägret Mauthausen. Altfuldisch var (direkt eller indirekt) delaktig i nästan alla avrättningar i lägret och efter kriget anklagades han bland annat för att ha anordnat mord i Mauthausens gaskammare och han ansågs ha varit mera intresserad av dödandet än vad som var nödvändigt för hans arbetsuppgifter. Han dömdes till döden den 13 maj 1947. Hans sista ord var "Jag dör för Tyskland".